# Zinkchromaat
Zinkchromaat is een anorganische verbinding van zink met een chromaatanion, met als brutoformule ZnCrO4. In zuivere toestand is het een citroengeel kristallijn poeder, dat onoplosbaar is in water.

## Synthese
Zinkchromaat kan bereid worden door zinkoxide te laten reageren met zwavelzuur, zodat eerst zinksulfaat ontstaat. Door aansluitende reactie met kaliumdichromaat slaat het gele zinkchromaat neer uit de oplossing. Dit kan middels filtratie uit de oplossing gewonnen worden.

## Toepassingen
Zinkchromaat wordt gebruikt als pigment en als corrosie-inhibitor. Dit proces van oppervlaktebescherming door een chromaat wordt ook omschreven als chromateren. Zinkchromaat is toxisch, met name door toedoen van het chromaat-anion, en kan kanker veroorzaken door het inademen van fijnverdeeld stof bij het gebruik.

## Toxicologie en veiligheid
Zinkchromaat bevat zeswaardig chroom en wordt daardoor beschouwd als een kankerverwekkende stof.